# Požár hotelu Olympik
Dne 26. května 1995 došlo k požáru hotelu Olympik v Praze, při němž zahynulo 8 lidí a vznikla škoda 35 milionů Kč. Jedná se o jeden z největších požárů v dějinách Česka.

## Průběh
Hořet začalo v 26. května 1995 v 11. patře a oheň se schodištěm dostal do vyšších pater. Na tísňovou linku byl požár ohlášen kolem šesté hodiny večerní, zaznamenala ho také elektronická požární signalizace v budově. Ještě před příjezdem hasičů se dva zaměstnanci o požáru dozvěděli díky signalizaci, otevřeli tedy dveře služební místnosti, to ale urychlilo šíření ohně a došlo k explozi. Krátce po vypuknutí požáru přestaly fungovat výtahy, chodby zaplnil kouř.
Hasiči na místo dorazili 5 minut po tísňovém volání. Původně k němu vyjely pouze dvě jednotky, ale už z dálky viděly, že se jedná o větší požár, a zavolaly tak posily. Po příjezdu hasiči vyhlásili třetí stupeň požárního poplachu. Na pomoc přiletěly také vrtulníky, jeden z nich pomáhal zachraňovat lidi ze střechy, další lidé byli například na parapetech budovy. Zasahovali zde kromě pražských také kladenští hasiči.
Požár dostali hasiči pod kontrolu, díky rychlému ohlášení, za několik hodin.
Jako příčina byl stanoven nepořádek na chladničce v pokoji pokojské. Na ledničce byla nejspíš prachovka či textílie, která vzplanula kvůli přehřátí. Na šíření požáru měl vliv také nepořádek na chodbách.

## Oběti
Při tomto požáru zahynulo 8 lidí, 6 na místě a 2 Američanky v nemocnici. Dalších 34 jich bylo zraněno, hlavně intoxikací kouřem. Celkově se v budově nacházelo kolem 600 lidí.
| občanství | úmrtí | pohlaví |
| --------- | ----- | ------- |
| Belgie    | 3     | ženy    |
| Finsko    | 2     | ženy    |
| USA       | 2     | ženy    |
| Německo   | 1     | muž     |

## Následky
Také důsledkem tohoto požáru byly postupně zpřísněny předpisy pro protipožární zabezpečení nově budovaných staveb v Česku. Požár také uspíšil pořízení moderních dýchacích přístrojů, s možností napojení druhé osoby na vzduch, pro pražské hasiče.
Zničené interiéry byly rekonstruovány a vybavení hotelu bylo doplněno o moderní požární signalizaci a protipožární zařízení. Hosté se do hotelu mohli vrátit již po třech týdnech po požáru.